# Kiyogoro
Kiyogoro är ett vattendrag i Burundi.   Det ligger i provinsen Gitega, i den centrala delen av landet, 60 kilometer öster om huvudstaden Bujumbura.
Omgivningarna runt Kiyogoro är en mosaik av jordbruksmark och naturlig växtlighet. Runt Kiyogoro är det tätbefolkat, med 459 invånare per kvadratkilometer.